# غوزمان كوروخو
غوزمان كوروخو (بالإسبانية: Guzmán Corujo)‏ هو لاعب كرة قدم أوروغواياني في مركز الدفاع، ولد في 2 أغسطس 1996 في Rodríguez, Uruguay ‏ في الأوروغواي. لعب مع ناسيونال مونتيفيديو.

## وصلات خارجية
- غوزمان كوروخو على موقع الدوري الأمريكي (الإنجليزية)
- غوزمان كوروخو على موقع قاعدة بيانات كرة القدم.إي يو (الإنجليزية)
- غوزمان كوروخو على موقع Soccerway.com (الإنجليزية)
- غوزمان كوروخو على موقع عالم كرة القدم.نت (الإنجليزية)